# La Iruela
La Iruela es una localidad y municipio español del este de la provincia de Jaén, en Andalucía. Se encuentra en las faldas de la sierra de Cazorla, coronando el valle del Guadalquivir. Tiene una población de 1867 habitantes (INE 2024).

## Geografía
Pertenecen al municipio de La Iruela las pedanías de Burunchel, El Palomar, Arroyo Frío, Tramaya, San Martín, Fontanares, La Pasada Barrero, La Estrella, Mortalejos, Los Tiscares, Arroyos de la Plaza, Juntas de Muriel, Nubla, El Pocico, Copete y Don Roque.

## Geografía humana

### Demografía
Cuenta con una población de 1867 habitantes (INE 2024).
| Gráfica de evolución demográfica de La Iruela entre 1842 y 2021 |
| |
| Población de derecho según los censos de población del INE Población de hecho según los censos de población del INEEn estos censos se denominaba Iruela: 1842, 1857 y 1860 Entre el censo de 1930 y el anterior, disminuye el término del municipio porque independiza a 23030 (Chilluevar) |

## Monumentos
Castillo de la Iruela

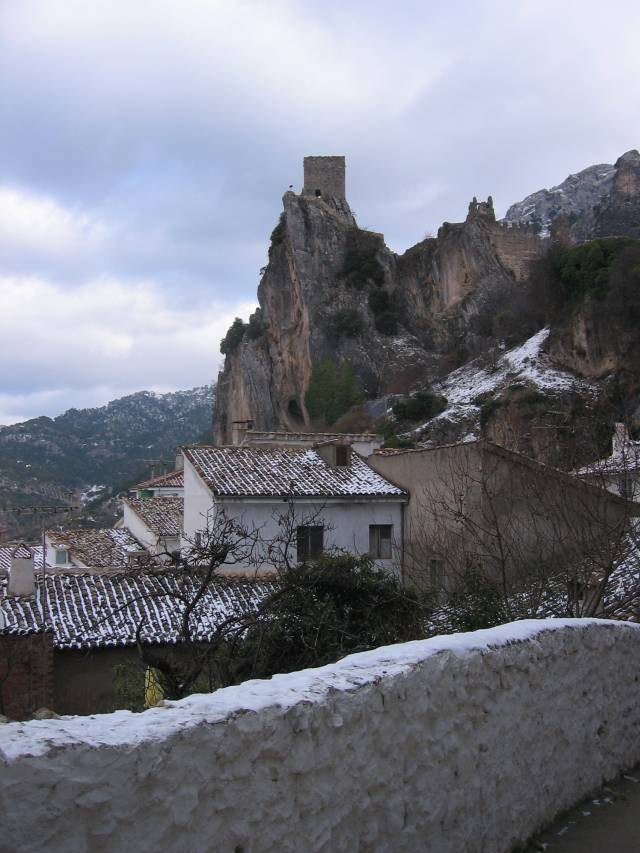
Castillo de La Iruela

El castillo de La Iruela es de origen almohade, construido sobre cimientos pre-bereberes. Con la entrada de los musulmanes a la península ibérica en el siglo VIII, La Iruela fue ocupada por estos, y con el objetivo de cultivar estas tierras, crearon alquerías, para posteriormente crear una muralla que los defendieran de los ataques enemigos. Posteriormente los almohades entrarían en la península ibérica en el siglo XII, y en el lugar donde se encontraban estas alquerías, crearon el primer recinto de la fortaleza, de los tres que presenta actualmente. El segundo recinto, también creado por estos almohades, consiste en un patio de armas rodeado por una serie de torreones unidos por una muralla
En el interior del patio de armas, pueden encontrarse actualmente restos de lo que fue un aljibe. El castillo, junto al resto del municipio, fue conquistado por los cristianos en el siglo XIII, en tiempos del rey Fernando III "El Santo" y gracias a las tropas del arzobispo de Toledo Rodrigo Ximénez de Rada, al cual le fue entregada la jurisdicción de estas tierras dentro del Adelantamiento de Cazorla. Los cristianos realizarían una serie de reformas en el castillo, destacando la creación de la torre del homenaje. Fue declarado Monumento Histórico en 1985 y actualmente, entre el castillo y la peña se ha creado un auditorio al estilo de teatro clásico donde se realizan actividades artísticas, siendo reconocidos los espectáculos pirotécnicos realizados en él con motivo de las fiestas de agosto, en honor a la Virgen de los Desamparados.
Iglesia de Santo Domingo
Iglesia renacentista del siglo XVI, construida por orden de Francisco de los Cobos, marqués de Camarasa, que será nombrado adelantado de Cazorla y secretario personal de Carlos V. Existe un debate sobre la autoría del edificio, otorgándole dicho mérito a Andrés de Vandelvira y a sus discípulos, pero por otra parte en 1538, se encontraba dirigiendo las obras Rodrigo de Gibaja, maestro también de la iglesia de la Concepción. Está dedicada al patrón de La Iruela, Santo Domingo de Silos, del que el edificio poseía un trozo de casulla suya a modo de reliquia.
Esta iglesia se encuentra ubicada dentro del recinto amurallado del castillo, en el lugar donde anteriormente se encontraría otro edificio religioso, que aunque se encuentre en niveles almohades, es muy posible que fuera de origen cristiano. La iglesia está compuesta por tres naves, siendo la central más ancha y donde se encontraría el presbiterio; las naves laterales serían más anchas, cuya función era la de ser capillas. El edificio contaba con dos puertas, una al sur que actualmente se encuentra tapiada, y otra al norte, que fue destruida y actualmente está restaurada. El edificio cuenta con una cripta, en la zona este de la iglesia, que comunicaría con la pared este del edificio, donde existiría comunicación con el exterior de la misma, aunque actualmente se encuentra cegado por un vado. La zona oeste por su parte no consta de cripta, ya que está construida sobre la misma piedra. Un edificio anexo a la iglesia, sería la antigua torre-puerta de origen musulmán que daría entrada al interior de la fortaleza almohade, y que los cristianos reutilizaron en forma de campanario de la iglesia.
El edificio constaba de un rosetón y varias ventanas, que serían tapiadas durante el siglo XVII, debido a la grave crisis en la que se encontraban y al no poder restaurar los cristales que la embellecían, se decidió cegarlos. Durante el siglo XVII-XVIII, se comenzaron a usar diversas partes del edificio para ubicar panteones, destacando en el lateral sur un panteón del que quedarían restos hasta el siglo XX. Durante la invasión francesa en la península, La Iruela recibió diversos ataques e incendios, destacando el del 4 de junio de 1810, en el que fue incendiado el edificio junto a otros del municipio. Tras la invasión, la iglesia quedó totalmente en ruinas, y la dejadez al no restaurarla hizo que su estado empeorara, cayéndosele incluso el techo. La iglesia pasaría a tomar la función de cementerio municipal, y serían sus paredes ocupadas por nichos, hasta el año 1954 con la apertura del nuevo cementerio municipal, aunque hoy en día se conservan diversas tumbas, alrededor del edificio. Durante la segunda mitad del siglo XX, la iglesia experimentó diversas restauraciones, destacando la de su puerta norte.

## Fiestas
En la noche del 16 al 17 de enero tiene lugar las tradicionales hogueras en honor de San Antón.
El primer domingo de febrero se celebra, en honor de San Blas, la típica y tradicional subasta de productos de la tierra y otras donaciones.
La feria y fiestas patronales en honor de la Virgen de los Desamparados y Santo Domingo de Silos tiene lugar en los últimos días del mes de agosto. Estos días están llenos de acontecimientos de interés: fuegos artificiales, campeonatos de truque, chinos y bolos serranos, torneo de dominó, concursos de productos de la huerta y de gastronomía local, teatro infantil, pasacalles, recitales y verbenas.
El Palomar celebra sus fiestas en honor de la Virgen María el primer domingo de agosto. Arroyo Frío celebra sus fiestas en honor de Nuestra Señora de la Asunción a mediados de agosto, con diversos campeonatos y concursos. Burunchel las celebra en honor de la Inmaculada Concepción del 22 al 25 del mes de agosto. San Martín celebra la Virgen del Rosario el primer domingo de octubre.

## Gastronomía
Al igual que los pueblos de los alrededores, La Iruela tiene una serie de comidas típicas que lo son de la zona, tales como migas de harina, gachamiga, ajoharina, talarines, gachas dulces, Rin-Ran, etc., diferenciándose únicamente en simples variaciones locales de elaboración, pero tiene otras comidas más específicamente locales como el ajo-pan, ajo-papas y ajo-aserraores
Tanto unas como otras están preparadas con ingredientes comunes, baratos y de producción local, pero que cumplen con la función de combatir el frío del invierno y reponer las energías perdidas en un duro día de trabajo. La más conocida de la zona son las migas de harina, comida para degustar preferentemente en un día lluvioso o nublado.
Su base es la harina, con agua, un poco de aceite, sal y unos ajos; lo difícil es encontrarle el punto. Se suele comer en la propia sartén, acompañándolas con diversos productos al gusto, como aceitunas, granadas, melón, uvas, tocinillos, pimientos secos fritos y rábanos. Cuando se segaba a mano, en pleno verano, las migas eran la comida que el dueño llevaba a los segaores hasta la misma finca en donde estaban segando.
En cuanto a su repostería cabe destacar los roscos de baño, roscos fritos, borrachuelos, el merengue y las flores de lis.

## Organización político-administrativa

### Elecciones municipales
| Elecciones municipales desde 1979 |      |      |      |      |      |      |      |      |      |      |      |      |
|                                   | 1979 | 1983 | 1987 | 1991 | 1995 | 1999 | 2003 | 2007 | 2011 | 2015 | 2019 | 2023 |
| PSOE                              | 5    | 8    | 8    | 8    | 7    | 6    | 5    | 6    | 7    | 8    | 5    | 5    |
| AP/PP                             | -    | 3    | 3    | 3    | 4    | 5    | 4    | 3    | 4    | 3    | 4    | 4    |
| PCE/IU                            | -    | 0    | -    | -    | -    | -    | -    | -    | -    | -    | -    | -    |
| PA                                | -    | -    | -    | -    | -    | -    | 0    | -    | -    | -    | -    | -    |
| UCD                               | 6    | -    | -    | -    | -    | -    | -    | -    | -    | -    | -    | -    |
| En negrilla el partido más votado |      |      |      |      |      |      |      |      |      |      |      |      |
| Fuente: Datoselecciones.com       |      |      |      |      |      |      |      |      |      |      |      |      |

### Alcaldía
| Periodo   | Nombre                                                  | Partido |
| --------- | ------------------------------------------------------- | ------- |
| 1979-1983 | Andrés Perona González                                  |         |
| 1983-1987 | Manuel Fernández Rascón                                 |         |
| 1987-1991 | Manuel Fernández Rascón 1987: Antonio Castillo Olivares |         |
| 1991-1995 | Antonio Castillo Olivares                               |         |
| 1995-1999 | Antonio Castillo Olivares                               |         |
| 1999-2003 | Antonio Castillo Olivares                               |         |
| 2003-2007 | José Antonio Olivares Sánchez                           |         |
| 2007-2011 | José Antonio Olivares Sánchez                           |         |
| 2011-2015 | José Antonio Olivares Sánchez                           |         |
| 2015-2019 | José Antonio Olivares Sánchez                           |         |
| 2019-2023 | Daniel Sánchez Cruz                                     |         |
| 2023-act. | Daniel Sánchez Cruz                                     |         |

## Economía

### Evolución de la deuda viva municipal
El concepto de deuda viva contempla solo las deudas con cajas y bancos relativas a créditos financieros, valores de renta fija y préstamos o créditos transferidos a terceros, excluyéndose, por tanto, la deuda comercial.
| Gráfica de evolución de deuda viva del Ayuntamiento de La Iruela entre 2008 y 2021                      |
| |
| Deuda viva del Ayuntamiento en miles de euros según datos del Ministerio de Hacienda y Función Pública. |